# Atem (Samuel Beckett)
Atem, englischer Originaltitel Breath, französisch Souffle, ist ein Einakter des irischen Schriftstellers Samuel Beckett.
Von all seinen minimalistischen Stücken ist Atem das reduzierteste, erfüllt aber trotzdem noch die aristotelischen Mindestbedingungen von Anfang, Mitte und Schluss.

Die absurde, nur etwa 35 Sekunden lange Szene wurde 1969 in New York als Prolog zu Kenneth Tynans skandalträchtiger Revue Oh! Calcutta! uraufgeführt.

## Inhalt
Da das Stück ganz ohne Protagonisten, Handlung und Text auskommt, erschöpft sich seine schriftliche Fixierung in der bloßen Regieanweisung:

„Dunkel. Dann 1) schwache Beleuchtung der Bühne, auf der verschiedenartiger, nicht erkennbarer Unrat herumliegt. Etwa fünf Sekunden lang. 2) Schwacher, kurzer Schrei und sofort danach gleichzeitig Einatmen und allmählich aufhellende Beleuchtung bis zu dem nach etwa 10 Sekunden gleichzeitig zu erreichenden Maximum. Stille, etwa fünf Sekunden lang. Ausatmen und gleichzeitig allmählich dunkelnde Beleuchtung bis zu dem nach etwa zehn Sekunden gleichzeitig zu erreichenden Minimum (Beleuchtung wie bei 1) und sofort danach Schrei wie vorher. Stille, etwa fünf Sekunden lang. Dann Dunkel.“
Ergänzt wird die Beschreibung durch folgende detailliertere Spezifizierungen von Seiten des Autors:

„Unrat: nichts steht, alles liegt verstreut herum.

Schrei: Moment eines auf Tonband aufgenommenen Vagitus [lat. Wimmern; Kleinkindschrei]. Wichtig ist, dass beide Schreie identisch sind und dass Beleuchtung und Atemgeräusch genau übereinstimmend zu- und abnehmen.

Atem: verstärkte Tonbandaufnahme.

Maximum der Beleuchtung: nicht zu hell. Wenn 0 = dunkel und 10 = hell, so sollte die Beleuchtung von 3 bis 6 zunehmen und entsprechend abnehmen.“

## Deutung
Auslegbar ist diese wie ein schlechter Scherz wirkende parabelartige Szene als die auf ein ästhetisches Skelett reduzierte Erkenntnis, dass das menschliche Leben zwischen Geburt (erster Schrei) und Tod (letzter Schrei) nicht mehr als ein kurzes Werden (Einatmen und Hellerwerden) und Vergehen (Ausatmen und Dunkelwerden) im sinnlosen Chaos (Unrat) der Welt sei.